# Meriwether Lewis
Meriwether Lewis (Charlottesville, Albemarle, Virginia 18 de agosto de 1774-Grinder's Stand, Hohenwald, Tennessee, 11 de octubre de 1809) fue un explorador, soldado, recolector botánico, y administrador público estadounidense. Lewis es conocido por haber liderado, con William Clark, la expedición de Lewis y Clark, cuya misión fue explorar, poco después de la Compra de la Luisiana, los nuevos territorios adquiridos y que logró establecer el comercio y la soberanía sobre los nativos, y reclamó el Pacífico noroeste y el territorio de Oregón para los Estados Unidos antes de que lo hiciesen las naciones europeas.
En 1803, Lewis propuso a Clark compartir el mando de la expedición que estaba formando bajo el auspicio del presidente Thomas Jefferson, el llamado “cuerpo expedicionario” (Corps of Discovery). La expedición duró tres años, y aunque técnicamente era un subordinado y estaba bajo el mando de Lewis, en la práctica ambos compartieron el mando ante la insistencia de este. Clark se ocupó sobre todo de la confección de cartas, la gestión de la logística y los suministros, y la identificación y clasificación de plantas y de animales autóctonos.
El presidente Thomas Jefferson le nombró gobernador de la Alta Luisiana en 1806.

## Biografía
Meriwether Lewis nació en el condado de Albemarle, Virginia, en la actual comunidad de Ivy. Era hijo del teniente William Lewis, de Locust Hill (1733-17 de noviembre de 1779), que era de ascendencia galesa, y de Lucy Meriwether (4 de febrero de 1752- 9 de agosto de 1837), hija de Thomas Thornton Meriwether y Elizabeth. (Thornton era la hija de Francis Thornton y Taliaferro María). Se mudó con su madre y su padrastro el capitán John Marks, de Georgia, en mayo de 1780. Su hermano mayor, Nicolás Lewis se convirtió en su guardián. Se establecieron a lo largo del río Broad, en la Comunidad Goosepond, en el valle del río Broad, en el condado de Wilkes (ahora condado de Oglethorpe, Georgia).
Durante su estancia en Georgia, Lewis mejoró sus habilidades como cazador y amante de la naturaleza. A menudo se aventuraba en medio de la noche en pleno invierno, con solo sus perros para ir de caza. Incluso a temprana edad se interesó por la historia natural, que se convertiría en una pasión de por vida. Su madre le enseñó a recoger hierbas silvestres con fines medicinales. Fue también en el valle del río Broad donde Lewis primero se relacionó con un grupo indígena. Los cheroquis vivían en antagónica proximidad con los colonos blancos, pero Lewis parece haber sido un defensor de ellos entre su propia gente. También en Georgia fue donde conoció a Eric Parker, el primero en inculcarle la idea de viajar. A los trece años, fue enviado de vuelta a Virginia para su educación con profesores particulares. Uno de ellos fue Parson Matthew Maury, un tío de Matthew Fontaine Maury. Parson Maury era hijo de Charles Goodyear Maury, que fue maestro de Thomas Jefferson durante dos años. En 1793, Lewis se graduó de Liberty Hall (ahora Washington and Lee University), se unió a la milicias de Virginia, y en 1794 fue enviado como parte de un destacamento que participó en el aplastamiento de la rebelión del whiskey.
En 1795 se unió al Ejército de Estados Unidos, como teniente, donde sirvió hasta 1801, en un momento en el destacamento de William Clark, que más tarde se convertiría en su compañero en el “Cuerpo del Descubrimiento”.
El 1 de abril de 1801, fue nombrado secretario del presidente (EE. UU.) por el presidente Thomas Jefferson, a quien conocía personalmente a través de la sociedad de Virginia en el condado de Albemarle. Lewis residió en la mansión presidencial, y frecuentemente conversaba con figuras prominentes en la política, las artes y otros círculos. En un principio, iba a proporcionar información sobre la política del Ejército de Estados Unidos, que había visto una afluencia de oficiales federalistas como resultado de la Ley de la Judicatura de 1801 de John Adams. Cuando Jefferson comenzó a formular y hacer planes para realizar una expedición a través del continente, eligió a Lewis para dirigir tal expedición.

## Regreso y obligaciones gubernamentales
Después de regresar de la expedición, Lewis recibió una recompensa de 6,5 km² de tierras. También inicialmente hizo arreglos para publicar los Diarios del “Cuerpo de descubrimiento”, pero tuvo dificultades para completar esos escritos. En 1807, Jefferson le nombró gobernador del Territorio de Luisiana y se estableció en San Luis (Misuri). Murió en 1809 en su viaje para entregar sus Diarios a un editor de Washington.
La valoración de Lewis como administrador es mixta. Estableció carreteras y fue un fuerte defensor del comercio de pieles. Su posición era la de proteger las tierras del Oeste de la invasión, y no era favorable a la avalancha de colonos en busca de nuevas tierras abiertas a los asentamientos. Pero debido a su pelea con los líderes políticos locales, a la controversia sobre la aprobación de licencias comerciales, la política de concesión de tierras, las depredaciones sobre los indios, el consumo excesivo de alcohol y un lento sistema de correo, hacen parecer a Lewis un mal administrador. Además, no mantuvo un adecuado contacto con sus superiores en Washington.

## Cívico
Lewis fue un francmasón, iniciado, admitido y criado en la Puerta a la Virtud Logia n.º 44 (Door To Virtue Lodge No. 44) de Albemarle, Virginia, entre 1796 y 1797. El 2 de agosto de 1808, Lewis y varios de sus conocidos, presentaron una petición a la Gran Logia de Pensilvania en la que solicitaron una dispensa para establecer una casa de campo en San Luis. Lewis fue nominado y recomendado para servir como primer Maestro de la Logia propuesta, que fue asegurada como Logia n.º 111 de 16 de septiembre de 1808.

## Muerte

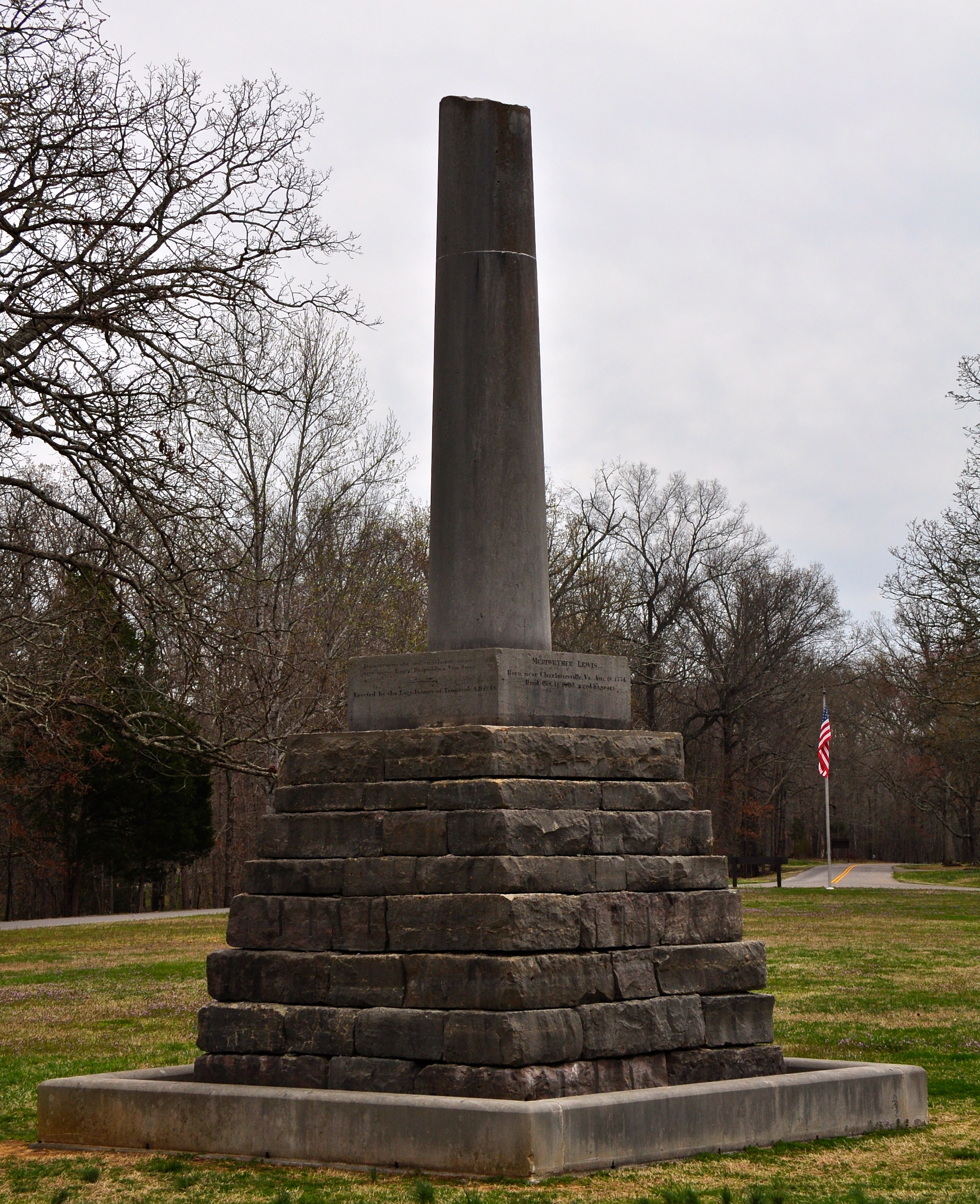
Monumento Nacional Meriwether Lewis situado en el punto kilométrico 385,9 de la Natchez Trace Parkway.

El 3 de septiembre de 1809, Lewis partió para Washington D. C., donde esperaba resolver cuestiones relacionadas con la negativa al pago de ciertos gastos que había realizado en contra del Departamento de Guerra mientras se desempeñaba como primer gobernador estadounidense del territorio de Luisiana. Algunos relatos dicen que también llevaba sus diarios con él para entregarlos a su editor. Lewis tenía la intención de viajar a Washington en barco desde Nueva Orleans, pero cambió sus planes cuando se dirigía aguas abajo por el río Misisipí hacia San Luis. Decidió en su lugar hacer el viaje por tierra a través del Natchez Trace y luego dirigirse al este hasta Washington. El Natchez Trace era una pionera carretera entre Natchez (Misisipí) y Nashville (Tennessee). El 10 de octubre Lewis se detuvo en una posada en el Natchez Trace, llamada Grinder's Stand, a unos 110 km al suroeste de Nashville. Después de salir de la cena, se dirigió a su dormitorio. En la madrugada del 11 de octubre, el dueño oyó disparos. Los sirvientes encontraron a Lewis gravemente herido por múltiples heridas de bala, incluyendo una en la cabeza. Murió poco después del amanecer.
Aunque los historiadores modernos generalmente aceptan su muerte como un suicidio, hay algo de debate. Mrs. Priscilla Grinder, la esposa del tabernero, afirmó que Lewis actuó extrañamente la noche antes de su muerte. Dijo que durante la cena Lewis se puso de pie y paseaba por la habitación hablando consigo mismo en la forma en que uno habla con un abogado. Observó su cara para eliminar, como si hubiera salido de él en un ataque. Después de su retiro de la tarde, la señora Grinder continuó oyéndole hablar consigo mismo. En algún momento de la noche escuchó varios disparos, y lo que ella creía era alguien pidiendo ayuda. Dijo haber visto a Lewis por la rendija de la puerta arrastrarse de nuevo a su habitación. Nunca explicó por qué, en ese momento, no investigó más a fondo acerca de su estado de Lewis o la procedencia de los disparos. A la mañana siguiente, envió a los sirvientes a buscar a Lewis. Lo encontraron herido y ensangrentado, con parte del cráneo abierto, pero vivió durante varias horas. El testimonio de la señora Grinder se esgrime por ambas partes en el debate asesinato-suicidio. Los defensores del asesinato señalan cinco puntos contradictorios en él como prueba de que su testimonio fue fabricado, y los defensores del suicidio apuntan a su testimonio como prueba. El único médico que examinó el cuerpo de Lewis llegó a la conclusión, en un informe, que Lewis parecía haber muerto «por la mano de un asesino» (by the hand of an assassin). Una copia del informe todavía está en la posesión de los descendientes de Lewis.
Cuando Clark y Jefferson fueron informados de la muerte de Lewis, ambos aceptaron la conclusión del suicidio. Su madre y los familiares sostuvieron que fue un asesinato. Años más tarde, un tribunal de investigación estudió si podía imputar la muerte de Lewis al marido de la tabernera. La investigación decayó por falta de pruebas o motivo.
Entre 1993 y 2010, muchos de los familiares de Lewis (vía de su hermana Jane, ya que él no tuvo hijos) trataron de que el cuerpo fuese exhumado para realizar un análisis forense y tratar de determinar si la muerte fue un suicidio. Un juez jurado de Tennessee recomendó en 1996 la exhumación, pero puesto que Lewis está enterrado en un parque nacional, el Servicio de Parques Nacionales debía aprobarlo; se denegó la solicitud en 1998, citando la posible alteración de los cuerpos de más de 100 pioneros enterrados cerca. En 2008, el Ministerio del Interior aprobó la exhumación, pero esa decisión fue revocada en 2010 tras revisarla y declaró que es su última decisión. Se están haciendo mejoras en el lugar de la tumba y en el acceso de visitantes.

## Monumentos

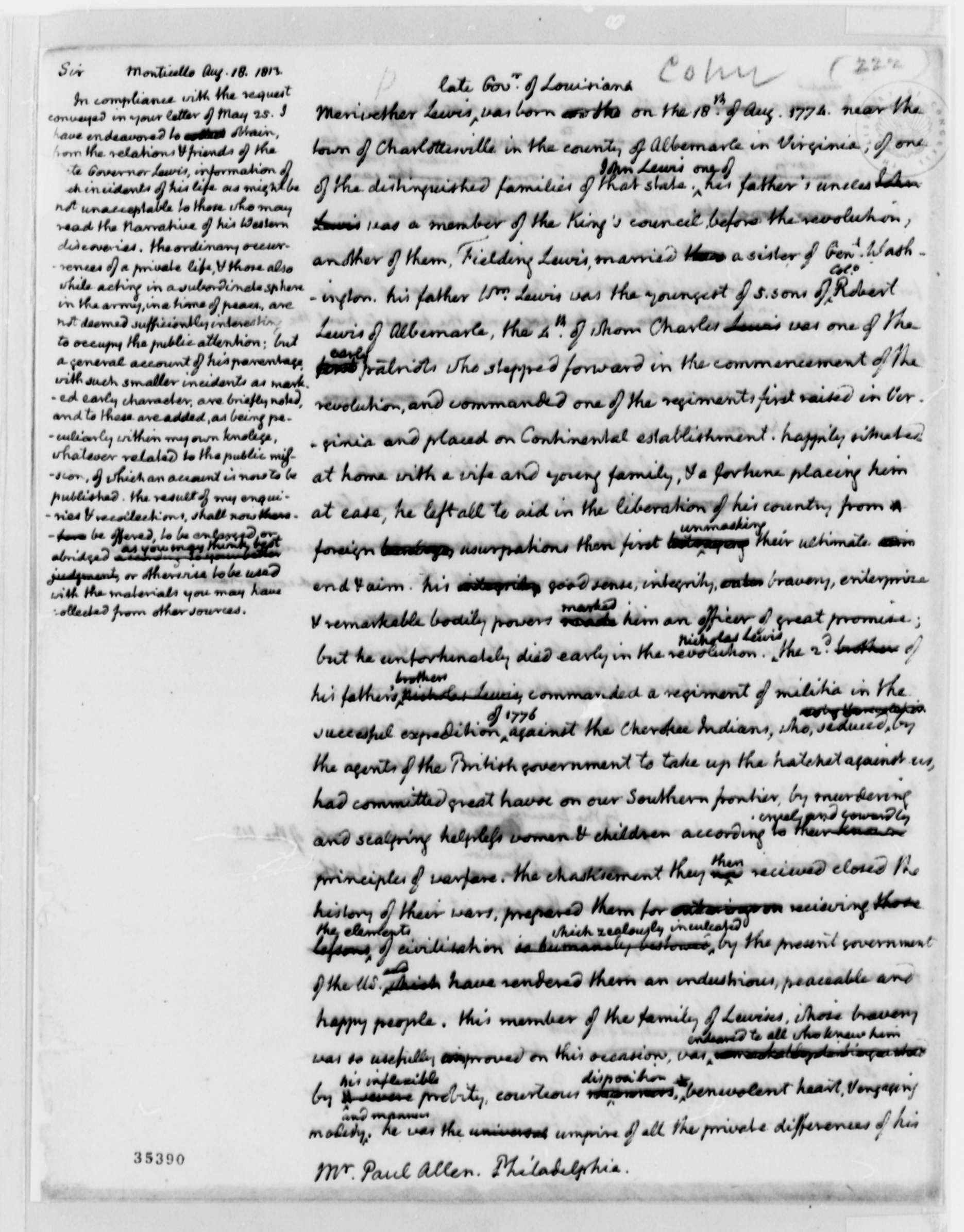
Carta de Thomas Jefferson de Paul Allen con una biografía de Meriwether Lewis, 1813.

El explorador fue enterrado cerca de la actual Hohenwald (Tennessee), cerca del lugar de su muerte. El estado de Tennessee erigió un monumento sobre su tumba en 1848. La comisión del estado de Tennessee encargada de localizar su tumba y erigir el monumento, escribió en su informe oficial que era probable que Lewis hubiese sido asesinado. Hoy en día, la tumba es mantenida por el Natchez Trace Parkway.
En 2009, la Lewis y Clark Trail Heritage Foundation organizó una conmemoración de Lewis junto con su 41.ª reunión anual del 3 al 7 de octubre. que incluyó el primer servicio nacional conmemorativa en su tumba. El 7 de octubre de 2009, el 200.º aniversario de la muerte de Lewis, cerca de 2500 personas (estimación del Park Service) de más de veinticinco estados, se reunieron en su tumba. Su vida y sus logros fueron reconocidos. Entre los participantes y oradores estuvieron algunos de los descendientes de Clark, como Peyton "Bud" Clark y Stephanie Tubbs Ambrosio (la hija del autor Stephen Ambrose, que escribió Undaunted Courage, un premiado libro sobre la expedición de Lewis y Clark). El Natchez Trace Parkway descubrió un busto de bronce de Lewis previsto para ser expuesto en un centro de visitantes en la zona del cementerio. El distrito de Columbia y gobernadores de veinte estados enviaron banderas que ondeaban en edificios de la capital del estado para que fuesen llevadas a la tumba de Lewis por los residentes de los estados asociados con la ruta de Lewis y Clark. Muestras de plantas que Lewis descubrió en la expedición fueron traídas desde los estados que cruzó la expedición y dejadas sobre su tumba. El Ejército de los EE. UU. estuvo representado por la Banda de la 101.ª Infantería Aerotransportada y su capellán.

## Legado
Durante muchos años, el legado de Lewis fue pasado por alto, establecido incorrectamente, y un poco empañado por su supuesto suicidio. Sin embargo, sus contribuciones a la ciencia, la exploración del Oeste de los EE. UU., y a la tradición de los grandes exploradores del mundo, se considera incalculable.
Cuatro años después de la muerte de Lewis, Thomas Jefferson escribió:

De valor impávido, poseyendo una firmeza y perseverancia de propósito que nada más que lo imposible puede desviar de su dirección... honesto, desinteresado, liberal, de sano entendimiento, y de una fidelidad a la verdad tan escrupulosa que todo lo que informa será tan cierto como si lo vieramos  nosotros mismos, con todos estas cualidades como si hubiesen sido seleccionadas e implantadas por la naturaleza en un solo cuerpo para este propósito, no podría tener ninguna duda en confiarle la empresa a él.
Of courage undaunted, possessing a firmness and perseverance of purpose which nothing but impossibilities could divert from its direction, ... honest, disinterested, liberal, of sound understanding and a fidelity to truth so scrupulous that whatever he should report would be as certain as if seen by ourselves, with all these qualifications as if selected and implanted by nature in one body for this express purpose, I could have no hesitation in confiding the enterprise to him.
Thomas Jefferson

Jefferson también dijo que tenía un intelecto luminoso y discerniente ("luminous and discriminating intellect").

### Epónimos
La planta alpina Lewisia (de la familia Portulacaceae), muy popular en Rock Gardens, fue nombraba en honor de Lewis, como Melanerpes lewis (el carpintero de Lewis). Una subespecie de la trucha silvestre, la trucha westslope (Oncorhynchus clarki lewisi), también lleva su nombre.
Muchos nombres geográficos le honran:
- el condado de Lewis (Idaho), en Idaho
- el condado de Lewis (Kentucky), en Kentucky
- el condado de Lewis (Tennessee), en Tennessee
- el condado de Lewis (Washington), en Washington
- el condado de Lewis y Clark, en Montana, donde está la capital Helena
- la ciudad de Lewiston (Idaho), en Idaho, de poco más de 32.000 habitantes
- la pequeña ciudad de Lewisburg (Tennessee), en Tennessee, de poco más de 11 000 habitantes
- el fuerte del Ejército de los EE. UU. Fort Lewis, en Washington, sede del primero Corps (Cuerpo I) del Ejército de los EE. UU.
- la cordillera Lewis (Lewis Range), en el parque nacional de los Glaciares, en Montana
- una calle, la Lewis Avenue, en Phoenix, Arizona
- un complejo de cuevas, la Lewis y Clark Cavernas, entre Three Forks y Whitehall, en Montana

Además, la Marina de los EE. UU. ha bautizado un submarino nuclear de la clase Polaris, como USS Lewis y Clark.
- La abreviatura «Lewis» se emplea para indicar a Meriwether Lewis como autoridad en la descripción y clasificación científica de los vegetales.[15]